# Тьерри II (граф Монбельяра)
Тьерри II (фр. Thierry II de Montbéliard, 1076/1081 — середина января 1163) — граф Монбельяра с 1105, сын Тьерри I, графа Монбельяра, Бара, Феррета, Альткирха и сеньора Муссона, и Ирментруды, дочери Гильома I, пфальцграфа Бургундии, представитель Монбельярского дома.

## Биография
В 1102 году, в Альткирхском замке, Тьерри I составил завещание, разделив свои владения между сыновьями. 2 января 1105 года Тьерри скончался. Фридрих I стал графом Феррета и Альткирха, Рено I — Бара, а Тьерри II получил графство Монбельяр. Он унаследовал также земли в долине реки Маас, но подданные его не любили из-за плохого характера и в 1113 году изгнали, и у него остался только Монбельяр.
Тьерри II сыграл важную роль при императоре Генрихе V, участвуя в Вормсском конкордате. Кроме того, он основал несколько монастырей, в том числе в 1156 году премонстрантское аббатство на реке Дукс.
Сын Тьерри II, Тьерри III умер до 1160 года, тогда как сам он - на три года позднее. Новым графом Монбельяра стал Амадей III, сеньор де Монфокон, сын его дочери Софии.

## Брак и дети
Имя и происхождение жены Тьерри II неизвестны. Дети:
- Тьерри III (ум. 1155/1160), наследник графства Монбельяр; жена — Гертруда (ум. 15 февраля 1132/1134), дочь Вернера II, графа Габсбург.
- София (ум. апрель 1148); муж с 1124/1130 — Ришар II (1105—1162), сеньор де Монфукон
- Стефания (ум. после 1149/до 4 декабря 1160); муж — Фольмар фон Саарверден (ум. 1165 или позднее)
- Ирментруда (ум. 1171 или раннее); муж — Эд де Ла Рош (ум. после 6 сентября 1178), граф де Ла Рош